# Mistrzostwa Ameryki Środkowej i Karaibów w Lekkoatletyce 1981
8. Mistrzostwa Ameryki Środkowej i Karaibów w Lekkoatletyce – zawody lekkoatletyczne, które odbyły się w dniach 10-12 lipca 1981 w Santo Domingo.

## Rezultaty

### Mężczyźni
| Konkurencja                   | 1. miejsce                                                        | Wynik    | 2. miejsce                                                                                  | Wynik    | 3. miejsce                                                              | Wynik    |
| ----------------------------- | ----------------------------------------------------------------- | -------- | ------------------------------------------------------------------------------------------- | -------- | ----------------------------------------------------------------------- | -------- |
| Bieg na 100 m                 | Colin Bradford                                                    | 10,30    | Silvio Leonard                                                                              | 10,34    | Juan Núñez                                                              | 10,47    |
| Bieg na 200 m                 | Juan Núñez                                                        | 20,82    | Don Quarrie                                                                                 | 20,93    | Héctor Daley                                                            | 20,96    |
| Bieg na 400 m                 | Bert Cameron                                                      | 45,05    | Héctor Daley                                                                                | 45,96    | Alfred Browne                                                           | 46,68    |
| Bieg na 800 m                 | Alberto Juantorena                                                | 1:47,59  | Bárbaro Serrano                                                                             | 1:48,08  | Francisco Meléndez                                                      | 1:48,35  |
| Bieg na 1500 m                | Eduardo Castro                                                    | 3:43,3   | Ignacio Melesio                                                                             | 3:43,4   | Luis Medina                                                             | 3:44,1   |
| Bieg na 5000 m                | Eduardo Castro                                                    | 14:08,88 | Silvio Salazar                                                                              | 14:12,06 | Jacinto Navarrete                                                       | 14:12,33 |
| Bieg na 10 000 m              | Silvio Salazar                                                    | 29:48,13 | Aldo Allen                                                                                  | 30:18,16 | Héctor Díaz                                                             | 30:22,06 |
| Maraton                       | Radamés González                                                  | 2:23:15  | Jorge González                                                                              | 2:30:31  | Manuel García                                                           | 2:31:02  |
| Bieg na 3000 m z przeszkodami | Daniel Londa                                                      | 8:48,50  | Francisco Silva                                                                             | 8:50,35  | José Cobo                                                               | 8:53,97  |
| Bieg na 110 m przez płotki    | Alejandro Casañas                                                 | 13,85    | Karl Smith                                                                                  | 13,94    | Modesto Castillo                                                        | 14,20    |
| Bieg na 400 m przez płotki    | Jorge Batista                                                     | 50,58    | Frank Montiéh                                                                               | 50,59    | Greg Rolle                                                              | 51,15    |
| Sztafeta 4 × 100 m            | Jamajka Leroy Reid · Colin Bradford · Don Quarrie · Floyd Brown   | 39,30    | Trynidad i Tobago Andrew Bruce · Scott Ferguson · Christopher Brathwaite · Ephraim Serrette | 39,95    | Kuba Osvaldo Lara · Alejandro Casañas · Silvio Leonard · Tomás González | 39,96    |
| Sztafeta 4 × 400 m            | Jamajka Floyd Brown · Colin Bradford · Carl Maylor · Bert Cameron | 3:06,95  | Barbados b.d. · b.d. · b.d. · b.d.                                                          | 3:07,73  | Kuba Lázaro Martínez · Carlos Reyté · Frank Montiéh · Jorge Batista     | 3:08,34  |
| Chód na 20 km                 | Félix Gómez                                                       | 1:30:12  | Raúl González                                                                               | 1:34:10  | Querubín Moreno                                                         | 1:37:01  |
| Skok wzwyż                    | Francisco Centelles                                               | 2,22     | Clarence Saunders                                                                           | 2,22     | Jorge Alfaro                                                            | 2,18     |
| Skok o tyczce                 | Rubén Camino                                                      | 5,00     | Aurelio Falls                                                                               | 4,70     | Edgardo Rivera                                                          | 4,60     |
| Skok w dal                    | Ubaldo Duany                                                      | 7,76     | David Giralt                                                                                | 7,74     | Salomón Rowe                                                            | 7,60     |
| Trójskok                      | Steve Hanna                                                       | 16,76    | Alejandro Herrera                                                                           | 16,29    | Ernesto Torres                                                          | 15,80    |
| Pchnięcie kulą                | Luis Delís                                                        | 19,36    | Radai Mendoza                                                                               | 17,19    | Paul Ruiz                                                               | 16,40    |
| Rzut dyskiem                  | Luis Delís                                                        | 64,38    | Bradley Cooper                                                                              | 62,32    | Raúl Calderón                                                           | 55,42    |
| Rzut młotem                   | Alfredo Guillot                                                   | 58,34    | Gerardo Díaz                                                                                | 54,06    | Ángel Cabrera                                                           | 54,06    |
| Rzut oszczepem                | Reinaldo Patterson                                                | 75,28    | Dionisio Quintana                                                                           | 75,18    | Juan de la Garza                                                        | 72,70    |
| Dziesięciobój                 | Rigoberto Salazar                                                 | 7181     | Pedro Herrera                                                                               | 6861     | Sidney Cartwright                                                       | 6500     |

### Kobiety
| Konkurencja                | 1. miejsce                                                                    | Wynik   | 2. miejsce                                                                      | Wynik   | 3. miejsce                                                                       | Wynik   |
| -------------------------- | ----------------------------------------------------------------------------- | ------- | ------------------------------------------------------------------------------- | ------- | -------------------------------------------------------------------------------- | ------- |
| Bieg na 100 m              | Leleith Hodges                                                                | 11,38   | Marie Mathieu                                                                   | 11,64   | Luisa Ferrer                                                                     | 11,71   |
| Bieg na 200 m              | Jacqueline Pusey                                                              | 23,35   | Luisa Ferrer                                                                    | 23,50   | Eucaris Caicedo                                                                  | 24,15   |
| Bieg na 400 m              | Jacqueline Pusey                                                              | 52,62   | Mercedes Álvarez                                                                | 53,51   | Eucaris Caicedo                                                                  | 53,93   |
| Bieg na 800 m              | Angelita Lind                                                                 | 2:04,69 | Nery McKeen                                                                     | 2:07,13 | Whelma Colebrooke                                                                | 2:09,20 |
| Bieg na 1500 m             | Sergia Martínez                                                               | 4:26,72 | Angelita Lind                                                                   | 4:26,83 | Eloína Kerr                                                                      | 4:33,23 |
| Bieg na 3000 m             | Sergia Martínez                                                               | 9:47,26 | Merernette Bean                                                                 | 9:48,55 | Debora Medina                                                                    | 9:53,59 |
| Bieg na 100 m przez płotki | Grisel Machado                                                                | 13,72   | Elida Aveillé                                                                   | 14,07   | Marisela Peralta                                                                 | 14,09   |
| Bieg na 400 m przez płotki | Mercedes Mesa                                                                 | 57,86   | Sandra Farmer                                                                   | 58,76   | Felicia Candelario                                                               | 59,66   |
| Sztafeta 4 × 100 m         | Jamajka Leleith Hodges · Dorothy Scott · Janet Burke · Jacqueline Pusey       | 44,62   | Kuba Luisa Ferrer · Grisel Machado · Mercedes Mesa · Grisel Delis               | 45,79   | Bahamy Eldece Clarke-Lewis · Shonel Ferguson · Debbie Greene · Mary Ann Higgs    | 45,85   |
| Sztafeta 4 × 400 m         | Kuba Beatriz Castillo · Ana Fidelia Quirot · Mercedes Álvarez · Mercedes Mesa | 3:37,90 | Jamajka Jacqueline Pusey · Cathy Rattray · Norma Lee Murray · Fredericka Wright | 3:40,00 | Dominikana Felicia Candelario · Divina Estrella · Iris Sanders · Herminia García | 3:49,62 |
| Skok wzwyż                 | Silvia Costa                                                                  | 1,85    | Sharon Rose                                                                     | 1,78    | Ángela Carbonell                                                                 | 1,75    |
| Skok w dal                 | Shonel Ferguson                                                               | 6,43    | Eloína Echevarría                                                               | 6,29    | Madeline de Jesús                                                                | 6,20    |
| Pchnięcie kulą             | María Elena Sarría                                                            | 18,28   | Rosa Fernández                                                                  | 15,35   | Laverne Eve                                                                      | 13,32   |
| Rzut dyskiem               | María Cristina Betancourt                                                     | 64,46   | Carmen Romero                                                                   | 61,68   | Laverne Eve                                                                      | 42,56   |
| Rzut oszczepem             | María Beltrán                                                                 | 59,06   | Mayra Vila                                                                      | 56,80   | Sonia Smith                                                                      | 46,84   |
| Siedmiobój                 | Elida Aveillé                                                                 | 5312    | Marisela Peralta                                                                | 5026    | Victoria Despaigne                                                               | 4844    |

## Klasyfikacja medalowa
*   Gospodarz ( Dominikana)
| Miejsce | Reprezentacja     | Złoto | Srebro | Brąz | Razem |
| ------- | ----------------- | ----- | ------ | ---- | ----- |
| 1       | Kuba              | 22    | 18     | 12   | 52    |
| 2       | Jamajka           | 8     | 4      | 0    | 12    |
| 3       | Meksyk            | 4     | 4      | 2    | 10    |
| 4       | Bahamy            | 2     | 2      | 6    | 10    |
| 5       | Portoryko         | 1     | 4      | 5    | 10    |
| 6       | Dominikana*       | 1     | 1      | 5    | 7     |
| 6       | Kolumbia          | 1     | 1      | 5    | 7     |
| 8       | Bermudy           | 0     | 2      | 1    | 3     |
| 9       | Panama            | 0     | 1      | 1    | 2     |
| 10      | Barbados          | 0     | 1      | 0    | 1     |
| 10      | Trynidad i Tobago | 0     | 1      | 0    | 1     |
| 12      | Gwatemala         | 0     | 0      | 1    | 1     |
| 12      | Antigua i Barbuda | 0     | 0      | 1    | 1     |
| Razem   | Razem             | 39    | 39     | 39   | 117   |